# Le Repas fantastique
Le Repas fantastique er en fransk stumfilm fra 1900 af Georges Méliès.